# Inglis-Brücke (Monmouth)
Die Inglis-Brücke in Monmouth, Wales, überquert den Fluss Monnow und verbindet die Vauxhall Fields mit dem Vorort Osbaston. Sie wurde 1931 von Charles Inglis entworfen und das einzige bekannte Beispiel einer solchen Brücke in Großbritannien, die heute noch öffentlich genutzt wird.

## Geschichte
Sir Charles Edward Inglis (* 31. Juli 1875; † 19. April 1952) war ein britischer Bauingenieur. Während seiner Zeit als Dozent für Maschinenbau am King’s College in Cambridge trat Inglis dem Offiziersausbildungskorps der Universität Cambridge bei und wurde bei Ausbruch des Ersten Weltkriegs in die Royal Engineers aufgenommen. Er wurde zum Leiter der Brückenbauabteilung ernannt und entwarf eine transportable Stahlbrücke, die innerhalb eines Tages errichtet werden konnte. Die ihm zu Ehren Inglis-Brücke genannte Konstruktion wurde von der Britischen Armee während des Ersten Weltkriegs und in der Zwischenkriegszeit verwendet, bis sie 1940–1941 durch die Bailey-Brücke mit höherer Tragkraft ersetzt wurde.
Die Inglis-Brücke in Monmouth wurde 1931 von den Royal Monmouthshire Royal Engineers (RMRE) erbaut. Das Regiment war und ist in Monmouth Castle stationiert, und die Brücke diente als Zugang zu seinem Übungsgelände auf den Vauxhall Fields. Das Regiment ließ die Brücke 1988 renovieren. 2011 wurde die Brücke aus Sicherheitsgründen für den Fahrzeugverkehr gesperrt, wurde jedoch kurz darauf gegen den Widerstand der Bevölkerung wieder geöffnet. Im Jahr 2018 wurde die Brücke aufgrund von Streitigkeiten über die Finanzierung der Reparaturen erneut für Fahrzeuge gesperrt. Sie ist das einzige bekannte Beispiel einer solchen Brücke im Vereinigten Königreich, das öffentlich genutzt wird.

## Standort
Vauxhall Fields wurde im 18. Jahrhundert von John Tibbs, dem Besitzer des Beaufort Arms Hotel, als Vergnügungspark angelegt. In den 1850er Jahren wurde das Hauptquartier der RMRE in Monmouth Castle eingerichtet, und Anfang des 20. Jahrhunderts entstand auf Vauxhall Fields ein Ausbildungslager. 1905 wurde der Zugang zum Lager über den Fluss Monnow durch den Bau einer Holzbrücke, der so genannten White Bridge, erleichtert. Diese wurde 1931 durch die Inglis-Brücke ersetzt, die auf den gemauerten Fundamenten der ersten Brücke errichtet wurde.

## Beschreibung
Die Brücke besteht aus Stahlrohren und hat eine Spannweite von 27,4 m mit einer Fahrbahnplatte von 2,9 m. Sie wird durch Längsstreben und zwei Felder mit seitlichen Verstrebungen gestützt. Die Konstruktion ist vom Typ Warren-Fachwerk. Die Inglis-Brücken wurden aus vorgefertigten Bauteilen gebaut, die einen schnellen Einsatz und eine Wiederverwendung unter Gefechtsbedingungen ermöglichten. Die Mark-I-Konstruktion bestand aus Stahlrohren unterschiedlicher Länge, was zu Fehlern beim Zusammenbau führte. Das Modell Mark II vereinheitlichte die verwendeten Stahlrohre auf eine einzige Länge. Die Inglis-Brücke ist ein denkmalgeschütztes Bauwerk der Klasse II.

## Weitere Inglis-Brücken

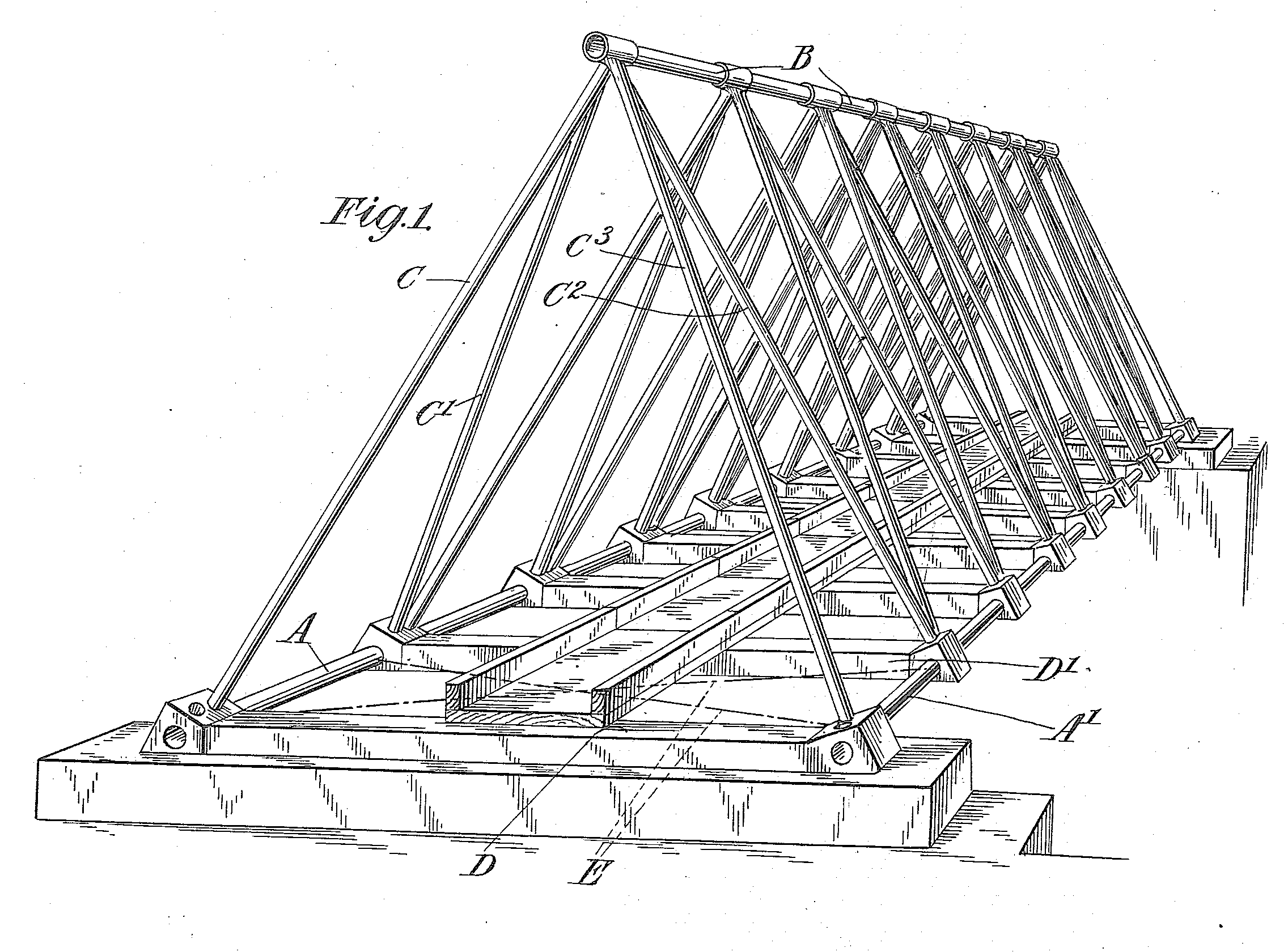
Patentzeichnung, 25. April 1916.

Es gibt noch eine weitere Inglis-Brücke, die den Basingstoke-Kanal bei Aldershot überquert, die aber nicht öffentlich genutzt wird. Ein drittes Exemplar wurde 2018 bei RAF Sandtoft in Lincolnshire entdeckt. Es wurde demontiert und ein Teil soll im Royal Engineers Museum in Kent wieder aufgebaut werden.
Ein Nachbau einer Inglis-Brücke wurde 2016 in einem Park in Leyland, Lancashire, errichtet.